# Điện Bàn Tây
Điện Bàn Tây là xã thuộc địa phận tỉnh Quảng Nam (cũ) (nay là thành phố TW Đà Nẵng), nước Việt Nam.

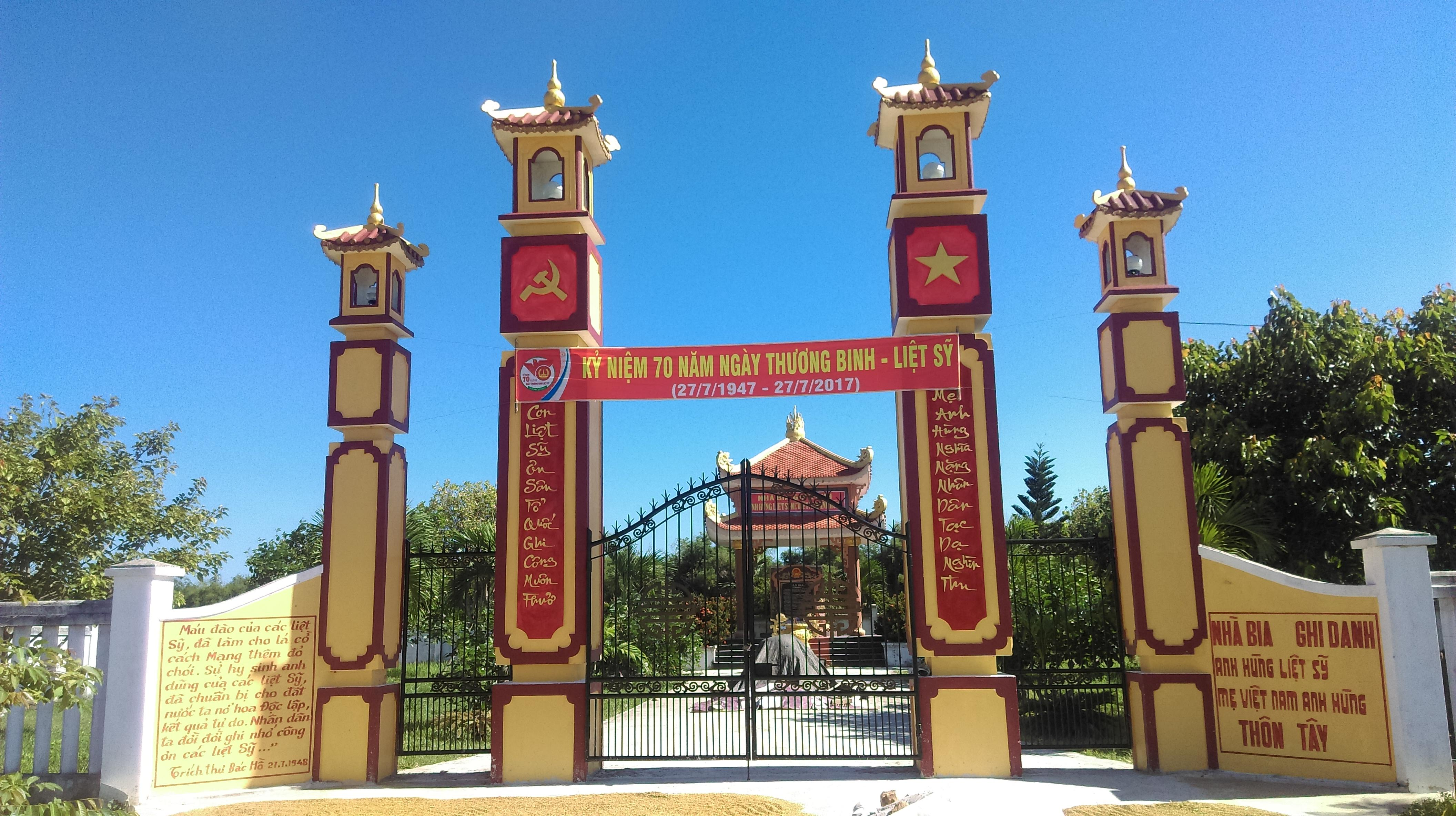
Nhà bia Ghi danh

## Hành chính
Xã Điện Bàn Tây được chia thành 31 thôn (trong đó xã Điện Hồng có 14 thôn, xã Điện Thọ có 9 thôn và xã Điện Phước có 8 thôn) như sau: 
- Xã Điện Hồng (cũ): thôn Giáo Ái Bắc, thôn Giáo Ái Nam, thôn Ba, thôn Bốn (Tư), thôn Lạc Thành Tây, thôn Lạc Thành Nam, thôn Lạc Thành Đông, thôn Cẩm Văn Bắc, thôn Cẩm Văn Tây, thôn Cẩm Văn Nam, thôn Hòa An, thôn Đa Hòa Bắc, thôn Đa Hòa Nam, thôn Thanh An;
- Xã Điện Thọ (cũ): thôn Đông Đức, thôn La Huân, thôn Kỳ Bì, thôn Kỳ Lam, thôn Châu Lâu, thôn Châu Thủy, thôn Phong Thử 1, thôn Phong Thử 2, thôn Phong Thử 3;
- Xã Điện Phước (cũ): thôn Hạ Nông Tây, thôn Hạ Nông Đông, thôn La Hòa, thôn Nông Sơn 1, thôn Nông Sơn 2, thôn Nhị Dinh 1, thôn Nhị Dinh 2, thôn Nhị Dinh 3.

## Địa chỉ
Trụ sở Đảng ủy, Hội đồng Nhân dân, Ủy ban Nhân dân, Ủy ban Mặt trận Tổ quốc Việt Nam xã Điện Phước (cũ):
- Trụ sở Đảng ủy - Ủy ban Mặt trận Tổ quốc Việt Nam xã Điện Bàn Tây được đặt tại: đường ĐT 609, thôn Nông Sơn 2, xã Điện Phước, thị xã Điện Bàn, tỉnh Quảng Nam (nay là thôn Nông Sơn 2, xã Điện Bàn Tây, thành phố Đà Nẵng), nước Việt Nam.

Trụ sở Đảng ủy, Hội đồng Nhân dân, Ủy ban Nhân dân, Ủy ban Mặt trận Tổ quốc Việt Nam xã Điện Thọ (cũ):
- Trụ sở Hội đồng Nhân dân - Ủy ban Nhân dân xã Điện Bàn Tây được đặt tại: đường ĐT 609, thôn Phong Thử 1, xã Điện Thọ, thị xã Điện Bàn, tỉnh Quảng Nam (nay là thôn Phong Thử 1, xã Điện Bàn Tây, thành phố Đà Nẵng), nước Việt Nam.
- Trụ sở Ban Chỉ huy Quân sự xã Điện Bàn Tây được đặt tại: đường ĐT 609, thôn Phong Thử 1, xã Điện Thọ, thị xã Điện Bàn, tỉnh Quảng Nam (nay là thôn Phong Thử 1, xã Điện Bàn Tây, thành phố Đà Nẵng), nước Việt Nam.

Trụ sở Đảng ủy, Hội đồng Nhân dân, Ủy ban Nhân dân, Ủy ban Mặt trận Tổ quốc Việt Nam xã Điện Hồng (cũ):
- Trụ sở Công an xã Điện Bàn Tây được đặt tại: đường ĐT 609, thôn Lạc Thành Đông, xã Điện Hồng, thị xã Điện Bàn, tỉnh Quảng Nam (nay là thôn Lạc Thành Đông, xã Điện Bàn Tây, thành phố Đà Nẵng), nước Việt Nam.

## Lịch sử
Việc sáp nhập các đơn vị hành chính tại tỉnh Quảng Nam và thành phố Đà Nẵng đã tạo nên những thay đổi lớn trong cơ cấu tổ chức và quản lý. Xã Điện Bàn Tây được thành lập dựa trên sự hợp nhất của ba xã: xã Điện Hồng, xã Điện Thọ và xã Điện Phước theo Nghị quyết số 1659/NQ-UBTVQH15 thông qua ngày 16/6, có hiệu lực từ 1/7. Quá trình này không chỉ giúp tối ưu hóa quản lý mà còn mở ra nhiều cơ hội phát triển cho khu vực mới.
- Nghị quyết sáp nhập: Theo Nghị quyết, xã Điện Bàn Tây được hình thành từ toàn bộ diện tích tự nhiên và dân số của các xã: Điện Hồng, Điện Thọ và Điện Phước, với tổng diện tích khoảng 45,12 km². Việc sáp nhập nhằm mục đích giảm bớt các đơn vị hành chính nhỏ lẻ, tăng cường hiệu quả quản lý và tạo điều kiện thu hút đầu tư. Đây là bước đi chiến lược để thúc đẩy sự phát triển đồng bộ trong khu vực.
- Bối cảnh lịch sử của các xã cũ: Trước khi sáp nhập, Điện Hồng, Điện Thọ và Điện Phước đều có lịch sử lâu đời với những đặc trưng văn hóa riêng biệt. Điện Hồng nổi tiếng với các làng nghề truyền thống, Điện Thọ có lợi thế về nông nghiệp, còn Điện Phước gần các khu vực đô thị hóa như thị trấn Vĩnh Điện. Sự hợp nhất đã tạo nên một xã Điện Bàn Tây đa dạng về bản sắc văn hóa truyền thống và nguồn thu lợi nhuận về kinh tế. Điện Hồng, Điện Thọ và Điện Phước đều là những xã thuộc thị xã Điện Bàn, có lịch sử lâu đời với nền văn hóa giàu bản sắc và các xã này từng thuộc phủ Điện Bàn xưa từ thời Nhà Nguyễn, như được ghi trong sách Đại Nam nhất thống chí. Việc hợp nhất giữ lại tên gọi “Điện Bàn Tây” nhằm tôn vinh giá trị lịch sử và văn hóa của vùng đất này.
- Ý nghĩa của sự thay đổi: Việc thành lập xã Điện Bàn Tây không chỉ giúp thống nhất nguồn lực mà còn tạo nên một khu vực có quy mô lớn hơn, với dân số khoảng 44473 người. Điều này mang lại lợi thế về nhân lực và cơ hội phát triển kinh tế, bước đi chiến lược, phù hợp với định hướng phát triển của thành phố Đà Nẵng mới, đồng thời giúp khu vực tiếp cận tốt hơn với các chính sách đầu tư từ thành phố.

## Địa lý & thiên nhiên
Xã Điện Bàn Tây có vị trí địa lý:
- Phía Đông giáp phường An Thắng.
- Phía Tây giáp xã Đại Lộc.
- Phía Nam giáp xã Gò Nổi.
- Phía Bắc giáp phường Điện Bàn Bắc.

Xã Điện Bàn Tây có diện tích 45,12 km², dân số tính tới tháng 7 năm 2025 là 44473 người, mật độ dân số đạt 1026,85 người/km².
Xã Điện Bàn Tây với diện tích rộng, là một trong những khu vực có tiềm năng phát triển mạnh mẽ sau sáp nhập. Vị trí địa lý chiến lược đắc địa cùng đặc điểm tự nhiên phong phú tạo nên lợi thế cho xã trong các lĩnh vực kinh tế và du lịch. Dưới đây là những thông tin chi tiết về địa lý của xã Điện Bàn Tây.
- Diện tích tự nhiên: Với tổng diện tích 45,12 km², xã Điện Bàn Tây được hình thành từ sự kết hợp của các xã: Điện Hồng (15,20 km²), Điện Thọ (14,85 km²) và Điện Phước (15,07 km²). Địa hình của xã bao gồm đồng bằng, sông ngòi và một phần đồi thấp, tạo điều kiện thuận lợi cho cả nông nghiệp và phát triển đô thị. Hệ thống sông ngòi trong khu vực cũng hỗ trợ rất lớn cho các hoạt động tưới tiêu và giao thông thủy.

- Vị trí chiến lược: Vị trí này giúp xã dễ dàng kết nối với các trung tâm kinh tế lớn như thành phố Đà Nẵng và Hội An, tạo điều kiện thuận lợi cho giao thương và phát triển du lịch. Xã Điện Bàn Tây nằm gần các trung tâm kinh tế lớn như Đà Nẵng và Hội An, chỉ cách trung tâm thành phố Đà Nẵng khoảng 25 km và Hội An khoảng 10 km. Điều này giúp xã dễ dàng tiếp cận các thị trường lớn, thu hút đầu tư và phát triển các khu công nghiệp, du lịch. Tuyến đường ĐT603A đã hoàn thành, kết nối xã với các khu vực lân cận, tạo điều kiện cho giao thương và vận chuyển hàng hóa.

- Đặc điểm tự nhiên phong phú: Khu vực này có địa hình đồng bằng, đất đai phì nhiêu do phù sa từ các con sông bồi đắp, rất thích hợp cho các hoạt động nông nghiệp như trồng dâu nuôi tằm, thuốc lá và các loại cây nông nghiệp khác. Tuy nhiên, xã cũng đối mặt với thách thức về sạt lở ven sông và ô nhiễm môi trường từ các hoạt động công nghiệp, cần có giải pháp quản lý bền vững.

## Kinh tế và văn hóa
Sự ra đời của xã Điện Bàn Tây đã mở ra nhiều cơ hội phát triển kinh tế và văn hóa, nhờ vào sự kết hợp nguồn lực từ ba xã cũ. Với lợi thế về địa lý, dân số và tài nguyên thiên nhiên, khu vực này đang được định hướng trở thành một trung tâm kinh tế – văn hóa mới. Dưới đây là những tiềm năng nổi bật của xã Điện Bàn Tây.
- Phát triển nông nghiệp và làng nghề: Xã Điện Bàn Tây kế thừa truyền thống nông nghiệp từ các xã Điện Hồng và Điện Thọ, với các sản phẩm chủ lực như lúa, rau màu và cây ăn quả. Ngoài ra, các làng nghề truyền thống như đúc đồng ở Điện Hồng và chế biến thực phẩm ở Điện Phước vẫn được duy trì, tạo nên những sản phẩm đặc trưng thu hút khách du lịch và nhà đầu tư.
- Du lịch văn hóa và sinh thái: Với cảnh quan sông ngòi và các di tích lịch sử như đình làng, chùa cổ từ các xã cũ, xã Điện Bàn Tây có tiềm năng phát triển du lịch văn hóa và sinh thái. Các lễ hội truyền thống, như lễ hội đình làng ở Điện Thọ, cũng là điểm nhấn thu hút du khách, góp phần quảng bá văn hóa địa phương.

- Thương mại và dịch vụ: Nhờ vị trí gần các khu đô thị mới như khu đô thị Điện Nam – Điện Ngọc, xã Điện Bàn Tây đang phát triển mạnh các dịch vụ thương mại và logistics. Các khu chợ địa phương và trung tâm thương mại nhỏ đang dần hình thành, đáp ứng nhu cầu mua sắm và giao thương của người dân.
- Hệ thống cụm công nghiệp phát triển: Các cụm công nghiệp như Trảng Nhật, An Lưu và Thương Tín đã hoàn thiện hạ tầng, thu hút hơn 50 doanh nghiệp với tổng vốn đầu tư hơn 650 tỷ đồng. Những cụm công nghiệp này không chỉ tạo việc làm mà còn thúc đẩy chuyển đổi cơ cấu kinh tế theo hướng công nghiệp – dịch vụ – nông nghiệp, với tỷ trọng lần lượt là 74%-17%-9%.
- Kế thừa văn hóa & kinh tế: Các xã cũ Điện Hồng, Điện Thọ và Điện Phước đều có lịch sử lâu đời với những đặc trưng văn hóa và điểm mạnh kinh tế riêng biệt: xã Điện Hồng nổi tiếng với các làng nghề truyền thống và các khu di tích lịch sử được lưu giữ trên địa bàn xã; xã Điện Thọ có lợi thế về nông nghiệp, lâm nghiệp và nhiều khu vui chơi; xã Điện Phước với tỉ lệ công nghiệp hóa nông nghiệp cao đồng thời là cửa ngõ lưu thông đến các khu vực đô thị hóa như thị trấn Vĩnh Điện. Sự hợp nhất đã tạo nên một xã Điện Bàn Tây đa dạng về các bản sắc văn hóa truyền thống và nhiều điểm mạnh kinh tế khác nhau.

## Giao thông
Cơ sở hạ tầng đóng vai trò quan trọng trong việc thúc đẩy sự phát triển của xã Điện Bàn Tây sau sáp nhập. Chính quyền địa phương đang tập trung đầu tư vào các dự án giao thông để nâng cao chất lượng cuộc sống cho người dân. Dưới đây là những điểm nổi bật về cơ sở hạ tầng giao thông của xã: Xã Điện Bàn Tây được hưởng lợi từ các tuyến đường liên xã được nâng cấp, kết nối với các khu vực trung tâm như thị trấn Vĩnh Điện và quận Ngũ Hành Sơn. Các tuyến đường này không chỉ tạo điều kiện cho giao thông mà còn hỗ trợ vận chuyển hàng hóa, thúc đẩy kinh tế địa phương. Các dự án mở rộng đường sá đang được triển khai để giảm thiểu tình trạng ngập lụt trong mùa mưa, lũ.

## Giáo dục và y tế
Hệ thống trường học và trạm y tế tại xã Điện Bàn Tây được kế thừa từ các xã cũ và đang được cải tạo, nâng cấp. Các trường tiểu học và trung học cơ sở được trang bị cơ sở vật chất hiện đại, trong khi các trạm y tế được bổ sung thiết bị để đáp ứng nhu cầu chăm sóc sức khỏe cơ bản của người dân.

## Định hướng và tiềm năng
Chính quyền địa phương đặt mục tiêu phát triển xã Điện Bàn Tây theo hướng bền vững, tập trung vào bảo vệ môi trường và khai thác hợp lý tài nguyên thiên nhiên. Các dự án phát triển du lịch xanh và năng lượng tái tạo đang được nghiên cứu, với mục tiêu biến xã thành một khu vực phát triển toàn diện, hài hòa giữa kinh tế và môi trường.
Tiềm năng phát triển du lịch sinh thái: Với các khu vực ven sông và cảnh quan thiên nhiên, xã Điện Bàn Tây có tiềm năng phát triển du lịch sinh thái, như khu du lịch sinh thái Bồ Bồ hay bãi tắm Hà My. Những dự án này đã thu hút hàng trăm tỷ đồng đầu tư, hứa hẹn mang lại nguồn thu lớn cho địa phương.
Các dự án du lịch tiềm năng: Xã Điện Bàn Tây được hưởng lợi từ các dự án du lịch ven biển như khu du lịch Điện Dương – Điện Ngọc và bãi tắm Hà My, với tổng vốn đầu tư lên đến 550 tỷ đồng và hơn 1 tỷ USD. Những dự án này không chỉ thúc đẩy kinh tế mà còn nâng cao vị thế của xã trong ngành du lịch khu vực miền Trung.

## Thách thức
Thách thức về môi trường và tài nguyên: Một trong những vấn đề lớn của xã là ô nhiễm từ rác thải công nghiệp và du lịch, cùng với nạn khai thác cát trái phép ven sông. Chính quyền địa phương cần có các giải pháp quản lý chặt chẽ để bảo vệ môi trường, đảm bảo phát triển bền vững cho xã Điện Bàn Tây.
Thách thức trong giai đoạn chuyển tiếp: Một số người dân còn gặp khó khăn trong việc làm quen với tên gọi và địa giới mới của xã. Các chương trình tuyên truyền và hỗ trợ từ chính quyền, như cung cấp thông tin qua các tổ chức uy tín, đang giúp giảm thiểu những bất tiện này, đảm bảo người dân tiếp cận thông tin chính xác và kịp thời.